# Circuitul Hockenheimring
Hockenheimring situat lângă Hockenheim, este un circuit de curse auto din Germania care a gazduit între 1970 și 2019, cu mici intreruperi, Marele Premiu de Formula 1 al Germaniei.

## Recordurile tururilor
| Categorie | Timp     | Pilot             | Bolid               | Data                                          |
| --------- | -------- | ----------------- | ------------------- | --------------------------------------------- |
| F1        | 1:13.780 | Kimi Räikkönen    | McLaren MP4-19      | 2004 German Grand Prix                        |
| GP2       | 1:23.110 | Sergio Pérez      | Barwa Addax Team    | 2010 Hockenheimring GP2 Series round          |
| GP3       | 1:31.853 | Esteban Gutiérrez | ART Grand Prix      | 2010 Hockenheimring GP2 Series round          |
| F3        | 1:33.651 | Esteban Guerrieri | Dallara F305        | 2006 Formula 3 Euro Series                    |
| DTM       | 1:34.140 | Augusto Farfus    | BMW M3              | 2012 Deutsche Tourenwagen Masters season      |
| FIA GT    | 1:37.132 | Franz Konrad      | Saleen S7           | 2004 FIA GT Hockenheim 500km                  |
| FIA N-GT  | 1:41.120 | Stéphane Ortelli  | Porsche 911 GT3-RSR | 2004 FIA GT Hockenheim 500km                  |
| ETCC      | 1:48.669 | Jordi Gené        | SEAT Toledo Cupra   | 2004 European Touring Car Championship season |

## Eveninmente muzicale
- Michael Jackson - Bad World Tour - 10 July 1988[1] and HIStory World Tour - 10 august 1997[2]
- Tina Turner - Foreign Affair: The Farewell Tour - 26 august 1990
- Pink Floyd - The Division Bell Tour - 13 august 1994
- The Rolling Stones - Voodoo Lounge Tour - 19 august 1995 and Licks Tour - 22 iunie 2003
- AC/DC - Stiff Upper Lip World Tour, with Buddy Guy, Die Toten Hosen & Megadeth - 10 iunie 2001 and Black Ice World Tour - 22 mai 2009
- Robbie Williams - Close Encounters Tour - 12-13 august 2006
- Sonisphere Festival cu Metallica - 2009[3]

## Accidente fatale
- 1968 Jim Clark, în Formula 2
- 1972 Bert Hawthorne, în Formula 2
- 1980 Markus Höttinger, în Formula 2
- 1980 Patrick Depailler, sesiune privată de test
- 1986 Tony Boden, drag racing

## Galerie

Harta Circuitului
Pista de până în 2002
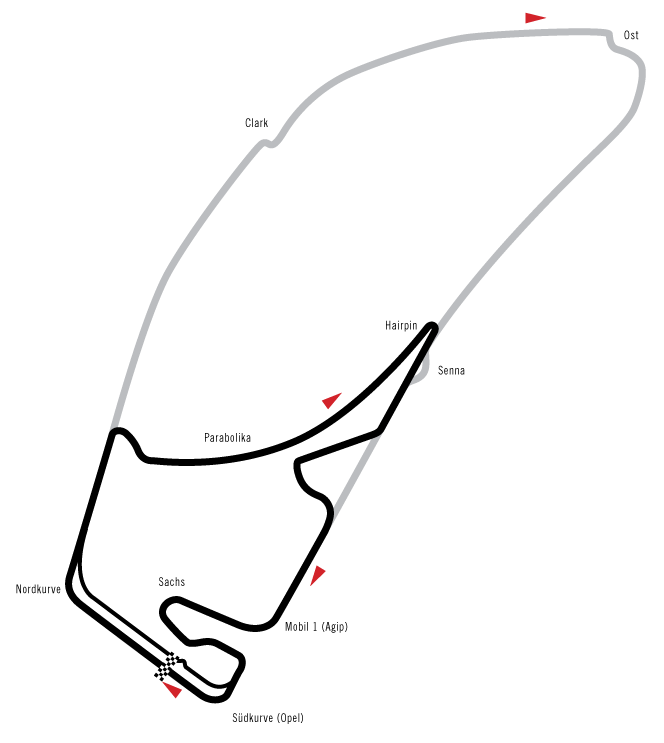
Pista actuală în comparație cu cea originală

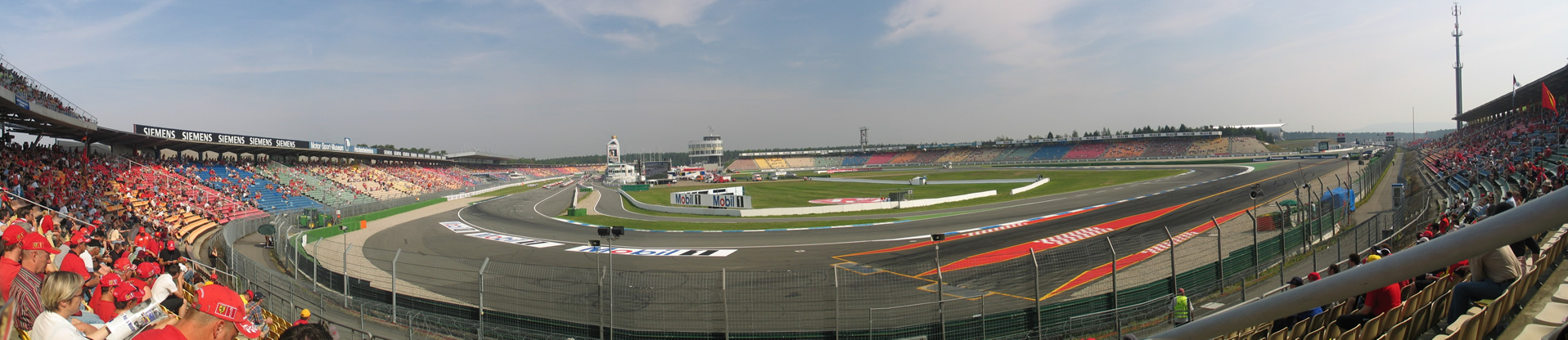
Panorama Hockenheimring 2004 văzută din "Südkurve"